# Entanoneura batesella
Entanoneura batesella is een insect uit de familie van de Mantispidae, die tot de orde netvleugeligen (Neuroptera) behoort. 
Entanoneura batesella is voor het eerst wetenschappelijk beschreven door Westwood in 1867.